# Black Tom Cassidy
Black Tom Cassidy (echte naam Thomas Samuel Eamon Cassidy) is een fictieve superschurk uit de strips van Marvel Comics, en een vijand van de X-Men. Hij is tevens de aartsvijand van Banshee. Tom werd bedacht door Chris Claremont en Dave Cockrum, en maakte zijn debuut in Uncanny X-Men #99. In dit deel verscheen hij enkel nog in de schaduwen. Pas twee delen later kom men hem voor het eerst geheel zien.
Black Tom is een mutant die energie kan manipuleren en afvuren via planten. Hij was het zwarte schaap van een Ierse familie. De X-Men Banshee is zijn neef. Tom voedde in het geheim Banshees dochter Siryn op. Verder was Black Tom lange tijd de partner in crime van Juggernaut.

## Biografie

### Familie
Black Tom werd geboren in Dublin. Hij is de neef van Sean Cassidy, alias Banshee van de X-Men. Hij was ook ooit de enige vriend van Juggernaut. Toms primaire mutantenkracht was dat hij via planten en andere houten voorwerpen energiestralen van enorme hitte kon afvuren. Hij en Sean zijn al sinds jaar en dag rivalen, aangezien Sean het familiefortuin erfde. Ze waren ook rivalen over de liefde van Maeve Rourke, die uiteindelijk trouwde met Sean.
Terwijl Sean op een missie van interpol was, werd zijn dochter Theresa geboren. Kort daarna stierf Maeve door een bombardement van het Ierse leger. Omdat Tom Sean niet kon bereiken nam hij Theresa mee. Toen Sean bij zijn thuiskomst ontdekte dat zijn vrouw dood was, reageerde hij zijn woedde af op Tom. Woedend hierover besloot Tom om Theresa’s bestaan geheim te houden voor Sean, en haar zelf op te voeden.
Later werd Tom een crimineel en kwam geregeld in conflict met de wet. Terwijl hij in de gevangenis zat ontmoette hij Juggernaut. De twee werden goede vrienden en werkten samen op vele missies. Tijdens een missie in San Francisco kwamen Tom, Juggernaut en Thereas, die nu de codenaam Siryn gebruikte, in conflict met Spider-Woman en de X-Men. Dit conflict leidde tot Toms arrestatie. Terwijl hij in de gevangenis zat, schreef Tom een brief aan Sean waarin hij de waarheid over Theresa onthulde.

### Transformatie
Na te zijn neergeschoten door Cable werd Tom naar Frankrijk gebracht, waar doktoren een houtachtige substantie op zijn wond aanbrachten om hem te genezen. Dit gaf Tom tevens de gave om zijn energiestralen ook via zijn handen af te vuren. Door een genetisch virus verspreidde de substantie zich echter door Toms lichaam, en alleen de lichaamscellen van de huursoldaat Deadpool konden Tom helpen de verspreiding tegen te gaan (vanwege Deadpools genezende kracht).
Het effect van Deadpools cellen duurde echter niet lang. De substantie verspreidde zich verder, waardoor Tom geheel in een plantwezen veranderde. Als een resultaat hiervan kon hij nu planten manipuleren, tot het punt dat hij zelfs plantendubbelgangers van zichzelf kon maken. Hij draaide echter volledig door dankzij de transformatie.
Gedurende deze tijd werd Tom lid van de nieuwste incarnatie van de Brotherhood of Mutants. Kort daarvoor was Juggernaut al geïnfiltreerd bij de X-Men als onderdeel van de Brotherhoods plan. Juggernaut veranderde echter van gedachten, vooral dankzij de jonge mutant Sammy Pare, en koos de kant van de X-Men. Toen Tom Sammy vermoordde, ging Juggernaut door het lint en viel Tom aan. Deze wist echter gemakkelijk te genezen dankzij zijn nieuwe krachten.
Tijdens hun aanval op Xaviers school werden Tom en alle Brotherhood leden in een zwart gat gezogen door Xorn.

### M-Day
Na afloop van de House of M verhaallijn, werd Tom wakker in zijn oude mensengedaante. Hij bleek door toedoen van Scarlet Witch zijn tweede mutatie te hebben verloren. Zijn originele krachten had hij nog wel. Tevens maakte het verlies van zijn tweede mutatie dat hij weer geheel bij zijn verstand was. Hij werd gerekruteerd door een organisatie genaamd Black Air om de nieuwste incarnatie van Excalibur te verslaan. Juggernaut was ook lid van dit team, en overtuigde Tom om zich over te geven aan de autoriteiten voor de moord op Sammy. Tom toonde berouw voor de moord, maar beweerde dat hij niet zichzelf was op dat moment.

## Krachten en vaardigheden
Black Toms oorspronkelijke kracht was het genereren van zogenaamde concussive stralen van energie via een houten medium (vooral planten). Hij droeg altijd een shillelagh, een traditionele Ierse houten vechtstok, mee om overal zijn krachten te kunnen gebruiken. Tevens was hij immuun voor Banshees sonische schreeuw.
Later, toen hij een tweede mutatie onderging, veranderde Tom in een mensachtige plant. In deze nieuwe vorm kon hij al het plantenleven manipuleren, en in verschillende lichamen tegelijk bestaan. Hij kon ook andere planten onderdeel maken van zijn lichaam. Dit maakte het vrijwel onmogelijk hem vast te houden of te doden. Hij kon tevens energie uit andere organismen zuigen. De mutatie tastte echter ook zijn hersenen aan, waardoor hij volledig doordraaide.
Na House of M, waarin veel mutanten hun krachten verloren, verloor Tom zijn tweede mutatie en werd weer wie hij oorspronkelijk was.

## Andere media
Black Tom was een vijand van de X-Men in de X-Men animatieserie. Hij werkte in deze serie onder andere samen met Juggernaut om Lilandra te ontvoeren gedurende de Phoenix saga. In de serie wordt echter beweerd dat hij en Sean broers zijn in plaats van neven.

### Film
- In de film X2 verscheen zijn naam op een computerscherm waarop een lijst van mutanten werd getoond.
- Black Tom verschijnt in de film Deadpool 2, waarin hij gespeeld wordt door Jack Kesy.